# Юріївка (Молдова)
Юріївка (рум. Iurievca) — село в Молдові в Чимішлійському районі. Входить до складу комуни, центром якої є село Градіште.